# طلا(V) فلوئورید
فلورید طلا(V) (به انگلیسی: Gold(V) fluoride) با فرمول شیمیایی AuF۵ یک ترکیب شیمیایی است. که جرم مولی آن 291.959 g/mol می‌باشد. شکل ظاهری این ترکیب، جامد قرمز ناپایدار است.